# 엔리코 페르미
엔리코 퍼미(이탈리아어: Enrico Fermi [enˈriːko ˈfermi][*]: 1901년 9월 29일 ~ 1954년 11월 28일)는 이탈리아계 미국인 물리학자이다. 세계 최초의 핵반응로인 시카고파일 1호를 개발하여 “핵시대의 설계자,” “원자폭탄의 설계자”라고 불린다. 이론과 실험 양면에서 모두 뛰어난 성취를 거둔 드문 물리학자 중 한 명이다. 원자력 이용에 관한 여러 특허를 보유했고 1938년에는 중성자 충격을 통한 유도방사능 연구 및 초우라늄 원소의 발견 공로로 노벨 물리학상을 받았다. 페르미는 양자론, 핵물리학, 입자물리학, 통계역학의 발전에 지대한 기여를 남겼다.
페르미의 첫 기여 분야는 통계역학이다. 1925년 볼프강 파울리가 배타 원리를 발견한 뒤 페르미는 그 원리를 이상기체에 적용하여 오늘날 페르미-디랙 통계라고 부르는 통계적 분포를 이끌어냈다. 오늘날 배타 원리를 따르는 입자를 페르미 입자라고 하는데 이는 물론 페르미의 이름이 붙은 것이다. 그 뒤 페르미는 베타 붕괴가 일어날 때 에너지 보존 법칙을 만족시키기 위해 전자와 함께 전하가 없는 보이지 않는 입자가 방출된다고 상정하였고 이 생각을 밀고나가 중성미자라는 가상입자 모형을 정립했다. 페르미의 이론은 훗날 페르미 상호작용이라고 불리었고 더욱 뒤에는 약한 상호작용이라고 불리게 되는데, 이는 자연계의 4대 기본 상호작용 중 하나이다. 방사능과 당시 막 발견되었던 중성자를 이용한 실험을 통하여 페르미는 느린 중성자가 빠른 중성자보다 쉽게 포획된다는 것을 발견했고 이 현상을 기술하기 위해 페르미 나이 방정식을 개발했다. 페르미는 토륨과 우라늄에 느린 중성자를 쏘아보냄으로써 새로운 원소를 만들어냈다는 결론을 얻었고, 이것으로 노벨상을 받게 된다. 이렇게 새로이 만들어진 원소들은 그 뒤 핵분열 생성물로 밝혀진다.
이탈리아 인종법이 통과되어 유대계 아내 라우라 카폰이 위험에 처할 것을 우려한 페르미는 1938년 이탈리아를 탈출했다. 미국으로 이민간 페르미는 제2차 세계 대전 당시 맨해튼 프로젝트에 참여했다. 페르미는 시카고파일 1호 설계 및 건조 팀을 이끌었으며, 1942년 12월 2일 반응로는 임계점에 도달하여 세계 최초의 지속 가능한 인공적 핵 연쇄 반응을 일으켰다. 1943년 임계에 달한 X-10 그래피티 반응로와 그 이듬해의 B 반응로에도 페르미의 도움이 있었다. 로스앨러모스 국립 연구소에서 페르미는 F부 부장을 지냈다. F부는 에드워드 텔러의 열핵융합 "슈퍼 폭탄" 제작 부서의 일부였다. 페르미는 1945년 7월 16일 트리니티 실험 자리에 동석했으며 폭탄의 효과를 추산하기 위해 자신이 개발한 페르미법을 사용했다.
전쟁이 끝난 뒤 페르미는 일반자문위원회의 로버트 오펜하이머 밑에서 일했다. 오펜하이머는 당시 미국 원자력 위원회에 핵문제 및 정책을 조언하고 있었다. 1949년 8월 소련에서 최초의 핵분열 폭탄 개발에 성공하자 그보다 강력한 수소폭탄을 개발하자는 의견이 대두했다. 페르미는 도덕적 및 기술적 견지에서 수폭 개발을 강하게 반대했다. 페르미는 1954년 오펜하이머 보안 청문회에서 다른 과학자들과 함께 오펜하이머의 역성을 들었으나 결국 오펜하이머는 관련 기밀 정보 접근권한을 박탈당했다. 페르미는 입자물리학, 특히 파이 입자와 뮤 입자에 관해 중요한 업적을 남겼으며, 성간공간의 물질이 자기장 속에서 가속될 때 우주선이 발생할 수 있음을 추측하기도 했다. 페르미의 이름을 딴 상, 개념, 연구소가 수없이 많은데 그 중 대표적인 것으로는 엔리코 페르미 상, 엔리코 페르미 연구소, 페르미 국립 가속기연구소, 페르미 감마선 우주망원경, 엔리코 페르미 핵발전소, 합성원소 페르뮴 등이 있다.

## 생애 초기
엔리코 페르미는 1901년 9월 29일 이탈리아 왕국 로마에서 철도성 부장급 공무원 알베르토 페르미(Alberto Fermi)와 초등학교 교사 이다 데 가티스(Ida de Gattis) 슬하의 셋째로 태어났다. 두 살 많은 손윗누이 마리아(Maria)와 한 살 많은 손윗형제 기울리오(Giulio)가 있었다. 페르미 부부는 두 아들을 젖먹이를 하러 시골로 내려보냈고, 엔리코는 2살 6개월 때 로마의 가족에게 돌아왔다. 조부의 바람에 따라 천주교식으로 세례를 받았지만 페르미 가는 대부분의 이탈리아 가족들이 그렇듯이 그다지 독실하지 않았다. 엔리코는 평생동안 불가지론자로 살았다. 어린 시절 그와 형 기울리오는 전기모터를 만들거나 전기·기계 장난감을 갖고 노는 일 등에 관심을 가졌다. 1915년, 기울리오가 목구멍의 농양 제거 수술을 위해 마취를 받았다가 죽었다.
페르미의 첫 물리학 교재는 로마 캄포 데 피오리의 장터에서 발견한 책 한 권, 콜레기오 로마노 교수이자 예수회 신부인 안드레아 카라파가 1840년에 간행한 900페이지짜리 《전자물리수학》(Elementorum physicae mathematicae)이었다. 책은 수학, 고전역학, 천문학, 광학, 음향학을 그 책이 쓰여진 시대 기준으로 다루고 있었다. 페르미는 또다른 과학쟁이 소년 엔리코 페르시코와 친해졌다. 둘이는 자이로스코프 제작이나 지구 중력가속도의 정확한 측정 등의 과학 실험을 함께했다. 부친의 직장동료 아돌포 아미데이(Adolfo Amidei)가 페르미에게 물리와 수학에 관한 책 여러 권을 선물하자 페르미의 물리학에 대한 관심은 더욱 촉진되었다. 페르미는 선물받은 책을 빠르게 읽고 또 익혔다.

## 피사 고등사범학교

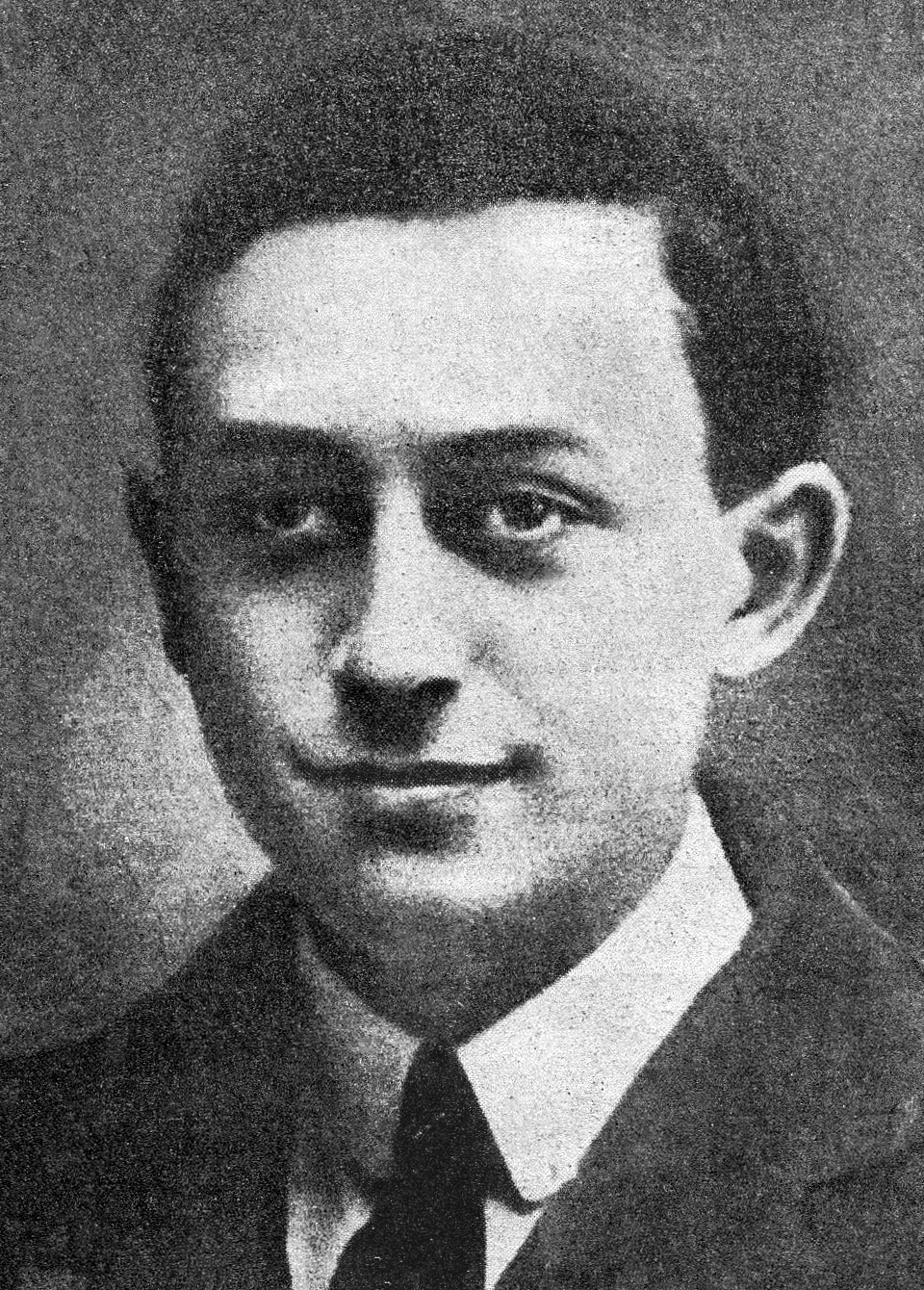
피사에서 수학하던 시절의 페르미

페르미는 1918년 7월 고등학교를 졸업하고, 아미데이의 충고에 따라 피사의 고등사범학교에 입학원서를 제출했다. 이미 아들 하나를 잃었던 페르미의 부모는 남은 아들을 4년이나 집에서 떨어뜨려 놓기를 주저했고 로마 라 사피엔차 대학교에 진학하길 바랐다. 그러나 결국은 고집을 꺾고 아들의 바람을 들어 주었다. 피사 고등사범학교는 학생들에게 기숙을 무료로 제공했으나 입학지원자들은 소논문 작성을 포함한 어려운 입학시험을 치러야 했다. 페르미에게 주어진 소논문 주제는 “소리의 구체적 성질”이었다. 17세의 페르미는 진동하는 막대에 대한 미분방정식을 유도하고 풀어내어 해에 푸리에 분석을 적용시켰다. 시험감독이었던 주세페 피타렐리(Giuseppe Pittarelli, 로마 라 사피엔차 대학교 동문) 교수는 면접시험에서 페르미에게 장래 탁월한 물리학자가 되겠다고 추켜세웠다. 이렇게 하여 페르미는 대학에 수석으로 입학했다.
고등사범학교 재학 시절 페르미는 프랑코 라세티라는 학생과 어울려 놀았는데, 그는 후일 페르미의 가까운 친구이자 동료가 된다. 물리학연구실장 루이지 푸치안티는 자신이 페르미에게 더 가르칠 것이 없다고 인정했다. 오히려 푸치안티가 페르미에게 문제의 답을 구하는 경우가 많았다. 페르미의 양자물리학에 관한 지식은 푸치안티가 관련 주제에 대한 세미나를 열어보라고 요구할 만큼의 경지에 달해 있었다. 이 시기 페르미는 그레고리오 리치와 툴리오 레비치비타가 고안한 수학기법인 텐서 미적을 익혔다. 텐서 미적은 일반상대론의 원리를 결정하기 위해 필요한 수단이다. 페르미는 처음에는 수학을 주전공으로 삼았지만, 곧 물리학으로 전과했다. 그는 일반상대론, 양자역학, 원자물리학을 거의 독학으로 공부했다.
1920년 9월, 페르미는 물리학부에 들어갔다. 학생이 세 명(페르미, 라세티, 넬로 카라라) 뿐이었기 때문에 푸치안티 교수는 그들이 무슨 목적으로든 자유롭게 연구실을 사용할 수 있도록 허락해 주었다. 페르미가 엑스선결정학을 연구주제로 정했고, 셋이는 라우에 사진, 즉 결정의 엑스선 사진을 뽑아내기 위해 작업에 착수했다. 대학생활 3년차인 1921년, 페르미는 이탈리아 학술지 《누오보 키멘토》에 자신의 첫 논문 두 편을 발표했다. 첫 번째 논문의 제목은 〈병진운동하는 전하 강성계의 동역학에 관하여〉(이탈리아어: "Sulla dinamica di un sistema rigido di cariche elettriche in moto traslatorio")였다. 요는 질량이 텐서(삼차원 공간에서 운동하고 변화하는 무언가를 설명하기 위해 주로 사용되는 수학적 개념)량으로 표현될 수 있다는 것이었다. 질량은 고전역학에서는 스칼라량이지만 상대론에서는 속도에 따라 변하게 된다. 두 번째 논문의 제목은 〈중력이 균일한 전자기 전하장의 정전기학과 전자기 전하의 무게에 관하여〉(이탈리아어: "Sull'elettrostatica di un campo gravitazionale uniforme e sul peso delle masse elettromagnetiche")였다. 이 논문에서 페르미는 일반상대론을 사용해 전하가 {\displaystyle U/c^{2}}와 동일한 무게를 가짐을 보였다. 이때 {\displaystyle U}는 계의 정전기 에너지이고 {\displaystyle c}는 광속이다.
동전기학에서는 {\displaystyle 4/3\cdot U/c^{2}}을 예측하기에, 첫 번째 논문의 내용은 전자기 질량 계산에 있어 동전기학 이론과 상대론이 서로 모순되는 것을 지적하는 것처럼 보였다. 페르미는 이듬해 논문 〈전자기 질량에 관한 동전기학과 상대론의 모순에 관하여〉를 발표해 이 문제를 다루었다. 여기서 페르미는 모순처럼 보이는 것은 상대성의 결과임을 보였다. 이 논문은 높은 평가를 받아 1922년 독일어로 번역되어 독일 학술지 《피지칼리셰 차이츠흐리프트》에 실렸다. 그해 페르미는 이탈리아 학술지 《이 렌디콘티 델라카데미아 데이 린체이》에 논문 〈세계선 근처에서 일어나는 현상에 관하여〉(이탈리아어: "Sopra i fenomeni che avvengono in vicinanza di una linea oraria")를 투고했다. 이 논문에서 페르미는 등가원리를 시험해 보고, 소위 "페르미 좌표"라 불리는 것을 도입했다. 페르미는 시간선과 세계선이 가까우면 공간이 유클리드 공간처럼 행동함을 증명했다.

광추는 시공간상의 한 점에 도달할 수 있는 모든 광선과 그 점에서 출발할 수 있는 모든 광선의 집합인 삼차원 곡면이다. 이 그림에서는 1개 차원이 생략되어 있다. 수직축은 시간선이다.

페르미는 《스쿠올라 노르말레 수페리오레》 1922년 7월호에 논문 〈개연성 정리와 그 적용 몇 가지〉(이탈리아어: "Un teorema di calcolo delle probabilità ed alcune sue applicazioni")를 투고했고, 이례적으로 젊은 나이인 20세에 학사학위를 받았다. 학위논문 주제는 엑스선 회절 화상이었다. 이론물리학은 아직 이탈리아에서 대세가 아니었고, 실험물리학에 관한 논문만 가납되었다. 이런 이유로 이탈리아 물리학자들은 독일에서 발생한 상대론과 같은 신개념들을 받아들이는 것이 늦어졌다. 그러나 페르미는 실험물리에 이미 통달했기 때문에 이는 그에게 별다른 문제가 되지 않았다.
1923년, 아우구스트 코프의 단행본 《아인슈타인 상대론의 기초》 이탈리아어판 부록을 쓰던 도중 페르미는 유명한 아인슈타인 방정식 {\displaystyle E=mc^{2}}의 함의를 최초로 짚어내게 되었다. 바로 핵 위치 에너지의 개념이었다. 페르미는 부록에 쓰기를, “적어도 근시일 내에는 실현되지 않을 것으로 보인다. 이 무서울 정도의 대량 에너지를 방출시키는 방법을 찾아내는 것은 환영할 만한 일이 될 것인데, 왜냐하면 그러한 무서울 정도의 대량 에너지가 폭발을 일으킨 결과 발생할 첫 번째 효과는 그 방법을 찾아낸 불운한 물리학자를 산산조각내는 것이 될 터이기 때문이다.”
1924년 페르미는 그란데 오리엔테 디탈리아의 "아드리아노 레미(Adriano Lemmi)" 석공집합소에서 프리메이슨에 가입했다.
페르미는 외국으로 나가기로 결정하고, 괴팅겐 대학교에서 막스 보른에게 한 학기 동안 배웠다. 이곳에서 베르너 하이젠베르크와 파스쿠알 요르단을 만났다. 1924년 9월에서 12월 사이에는 수학자 비토 볼테라의 중개로 록펠러 재단의 후원을 받아 레이덴에서 파울 에렌페스트와 함께 연구했다. 레이덴에서 페르미는 헨드릭 로런츠와 알베르트 아인슈타인을 만났고, 사무엘 고우드스미트와 얀 틴베르헌과 친구가 되었다. 1925년 1월에서 1926년 말까지는 피렌체 대학교에서 수리물리학과 이론역학을 공부했고 라세티와 함께 연구진을 이루어 수은 증기에 자기장이 미치는 영향에 대한 다양한 실험을 했다. 또한 로마 사피엔자 대학교의 세미나에 참여하여 양자역학과 고체물리학 관련 강의를 했다.
1925년 볼프강 파울리가 파울리 배타원리를 발표하자 페르미는 이상기체에 배타원리를 적용시킨 논문 〈완전 단원자 기체의 양자화에 관하여〉(이탈리아어: Sulla quantizzazione del gas perfetto monoatomico)를 써서 이에 반응했다. 이 논문에서 특히 중요한 것은 배타원리를 따르는 많은 단종입자들로 이루어진 계의 입자 분포를 설명하는 페르미 통계공식이다. 영국의 폴 디랙도 이것이 보스-아인슈타인 통계와 관련되었음을 보였는데 페르미와 디랙은 서로 독립적으로 이를 발견했다. 하여 이것은 페르미-디랙 통계라고 명명되었다. 그리고 배타원리를 따르는 입자는 페르미 입자(페르미온), 따르지 않는 입자는 보스 입자(보손)라고 부르게 되었다.

## 업적과 영향

### 시카고파일-1
최초의 원자로로, 시카고대학 운동장의 스탠드 아래쪽에 있던 사용하지 않는 스쿼시코트에서 만들어졌다. 6톤의 우라늄과 50톤의 산화우라늄 그리고 감속재 역할을 하는 400톤의 흑연 벽돌을 층층이 쌓아서 만들어졌기 때문에, 물건을 차곡차곡 포개놓은 더미라는 뜻의 파일(pile)이라는 이름이 붙었다. 설계와 책임을 페르미가 맡았다.
가로와 세로 각각 7미터의 타원형으로 제작된 시카고파일-1은 중성자 흡수재로 카드뮴봉을 사용했다. 카드뮴봉을 원자로 안에 집어넣으면 연쇄반응이 줄어들고, 빼내면 연쇄반응이 강화되는 제어봉 역할을 했다.
당시에는 방사선이 인체에 얼마나 해로운지 잘 몰랐기 때문에, 카드뮴봉을 줄에 매달고 사람이 줄을 당겨 인출하고 줄을 내려 원자로에 집어넣었다. 1942년 12월 2일 마침내 세계 최초의 원자로 실험장치를 조작할 수 있는 기계가 준비되었고, 페르미는 카드뮴으로 코팅한 제어봉을 천천히 움직였다. 그러자 방사성계수관이 튀었다가 안정되었다. 이후 원자로는 1/2W의 출력 상태로 28분 동안 가동되었고, 실험은 성공적으로 끝이 났다.
이어서 미국의 아르곤원자력연구소에 출력 100kW의 제2의 원자로가, 그리고 워싱턴주 핸포드 지역에 원자폭탄 제조용 플루토늄을 본격적으로 생산하는 원자로가 건설되었다.